# Consul
 For alternative betydninger, se Konsul. (Se også artikler, som begynder med Konsul)
En romersk consul (på dansk også stavet en romersk konsul) var den højest valgte offentlige embedsmand i den romerske republik (ca. 509 f.Kr. til 27 f.Kr.). Romerne betragtede konsulskabet som det næsthøjeste niveau i cursus honorum – en stigende sekvens af offentlige embeder, som politikere stræbte efter – efter censoratet, som var forbeholdt tidligere konsuler. Hvert år valgte centurie-forsamlingen to konsuler til at tjene fælles i en et-årig periode. Konsulerne skiftedes hver måned til at holde fasces (skiftes til at lede), når begge var i Rom. En konsuls imperium (militær magt) strakte sig over Rom og alle dets provinser.
Konsulerne var oprindelig både ledere af hæren – når den romerske hær drog i krig – ligesom de udøvede en række andre embedshandlinger i fredstid. Efterhånden gled nogle af disse funktionerne over til de lavere embedsmænd (andre romerske magistrater) og efter 367 f.kr. var konsulernes vigtigste opgaver i fredstid at lede forhandlingerne på Folkeforsamlingerne og i Senatet.
Der blev valgt to konsuler for at skabe en kontrol med magten i overensstemmelse med den republikanske tro på, at magtbeføjelserne hos de tidligere konger i Rom skulle fordeles i flere embeder. Derfor kunne hver konsul nedlægge veto mod handlingerne fra den anden konsul. Efter oprettelsen af kejserriget (27 f.Kr.) blev konsulerne blot symbolske repræsentanter for Roms republikanske arv og havde meget lidt magt og autoritet, idet kejseren fungerede som den øverste myndighed.
Praksissen med to ledere (diarki) fortsætter den dag i dag i San Marino og stammer direkte fra skikke i den romerske republik. Ligesom konsulerne i det antikke Rom fungerer de to regentskaber som landets to ledere. De er dog ikke regeringschefer, men kun statsoverhoveder uden udøvende magt.

## Konsulær datering
Romerske datoer blev normalt angivet ud fra navnene på de to konsuler, der tiltrådte det år – på samme måde som et regeringsår i et monarki. For eksempel blev år 59 f.Kr. i den moderne kalender af romerne kaldt "Cæsars og Bibulus' konsulskab", eftersom de to romerske konsuler var Gajus Julius Caesar og Marcus Calpurnius Bibulus – selvom Cæsar dominerede konsul-embedet så grundigt dette år, at det i spøg blev omtalt som "Julius og Cæsars konsulskab". Datoen konsulerne tiltrådte varierede: fra 222 f.Kr. til 153 f.Kr. tiltrådte de d. 15. marts, mens de fra 153 f.Kr. og fremefter tiltrådte d. 1. januar. Praksissen med at datere år ab urbe condita (fra den formodede grundlæggelsesdato for Rom) blev mindre hyppigt brugt.

## Consul suffectus
Hvis en romersk konsul døde i løbet af sin embedsperiode (ikke ualmindeligt, da  konsulerne anførte og ledte de militære kampagner) eller blev fjernet fra sit embede, ville en anden blive valgt af comitia centuriata til at tjene resten af mandatperioden som consul suffectus ("suffect consul"). En konsul der blev valgt i starten af året – kaldet en consul ordinarius ("ordinær" eller "almindelig konsul") – havde mere prestige end en suffect konsul, delvist fordi det pågældende år ville blive opkaldt efter de ordnære konsuler (se konsulær datering).